# مارسل کولر
مارسل کولر (انگلیسی: Marcel Koller؛ زادهٔ ۱۱ نوامبر ۱۹۶۰) بازیکن سابق و مربی فوتبال اهل سوئیس است.
از باشگاه‌هایی که در آن بازی کرده‌است می‌توان به گراس‌هاپر زوریخ اشاره کرد. وی همچنین در تیم ملی فوتبال سوئیس بازی کرده‌است.
کولر سابقه مربی‌گری در تیم‌های گراس‌هاپر زوریخ، کلن، بوخوم و تیم ملی فوتبال اتریش و الاهلی مصر را در کارنامه دارد.